# Oblężenie Massalii
Oblężenie Massalii – starcie zbrojne, które miało miejsce w roku 49 p.n.e. w czasie wojny optymatów z popularami (49–45 p.n.e.).
W lutym 49 p.n.e. Cezar zdobył Korfinium, zmuszając Lucjusza Domicjusza Ahenobarbusa do opuszczenia Italii i przeprawy do Massalii. Dowódca zgromadził w mieście 10 000 żołnierzy oraz 23 okręty. W kwietniu tego samego roku pod miasto nadciągnął Cezar ze swoją armią w sile 3 legionów i 12 okrętów, rozpoczynając oblężenie Massalii. Pierwsze próby szturmów podjęte w maju, zostały odparte. Licząc się z długotrwałym oblężeniem, Cezar powierzył dowództwo nad wojskami lądowymi Gajuszowi Treboniuszowi a nad flotą Decymusowi Brutusowi.
Treboniusz atakował miasto, wysyłając do ataku żołnierzy wyposażonych w materiał do budowy grobli, równocześnie ostrzeliwując przeciwnika pociskami z katapult. Obrońcy nie pozostawali dłużni, dokonując częstych wypadów z miasta celem podpalenia machin bojowych. Równocześnie Brutus blokował Massalię od strony morza. Doszło tu do bitwy morskiej z flotą Domicjusza, w której uczestniczyło 12 okrętów cezarian oraz 16 jednostek pompejańczyków. Pomimo lepszego doświadczenia tych ostatnich, bitwa zakończyła się porażką Domicjusza, który stracił 3 okręty zatopione oraz 6 zdobytych przez przeciwnika.
Wkrótce pompejańczyków wzmocniło 16 nowych okrętów pod wodzą Lucjusza Nazydiusza. W kolejnej bitwie morskiej Domicjusz dysponując 28 okrętami starł się z 18 jednostkami Brutusa. I tym razem zwycięstwo przypadło w udziale cezarianom, którzy zdobyli 4 i zatopili 5 okrętów Domicjusza. Po tej porażce flota pompejańczyków nie podejmowała już akcji zaczepnej, a miasto zostało szczelnie zablokowane. Kolejne ataki na miasto coraz bardziej osłabiały siły obrońców. Po wybudowaniu wieży oblężniczej cezarianie wdarli się w końcu do Massalii. Kapitulację miasta przyjął osobiście Cezar, który w październiku powrócił do Massalii po walkach pod Ilerdą.